# RVK Studios
RVK Studios è una casa di produzione cinematografica e televisiva islandese.
Ha sostituito la Blueeyes Productions realizzando tutte le produzioni future da ora in poi. 
Il direttore e presidente del consiglio di amministrazione della compagnia è Baltasar Kormákur, regista, sceneggiatore e produttore acclamato su scala internazionale.
Dopo la fusione, gli studi RVK hanno prodotto grandi film come Everest, The Oath e spettacoli televisivi come Trapped. Altri film e serie TV sono in produzione, come Víkingr, Mules e Katla ed Eve.

## Staff
Lo Staff è aggiornato al 4 aprile 2019.
- Magnús Viðar Sigurðsson 
        - Produttore esecutivo
- Sigurjón Kjartansson 
        - Responsabile dello sviluppo
- Agnes Johansen 
        - Produttore cinematografico
- Steinunn Gunnlaugsdóttir 
        - CFO
- Sara Regal 
        - Assistenza alla produzione

## Produzioni

### Film
- 101 Reykjavík (2000)
- Mýrin (2006)
- Brúðguminn (2008)
- The Deep (2012)
- Virgin Mountain (2015)
- Everest (2015)
- The Oath (2016)
- Resta con me (2018)
- Vultures (2018)
- Touch, regia di Baltasar Kormákur (2024)

### TV
- Hulli
- The Mayor
- Katla
- Ísland Got Talent
- Strictly Come Dancing – Allir Geta Dansað
- Trapped